# PRIDE.22
PRIDE.22（プライド・トゥウェンティーツー）は、日本の総合格闘技イベント「PRIDE」の大会の一つ。2002年9月29日、愛知県名古屋市の名古屋レインボーホールで開催された。海外PPVでの大会名はPRIDE 22: Beasts From The East 2。

## 大会概要
メインイベントに登場した大山峻護は、プロデビューしたばかりの吉田秀彦をセコンドに付けたが、ハイアン・グレイシーに腕ひしぎ十字固めで一本負け。右腕肘関節脱臼骨折の重傷となった。大山を含め、出場した日本人選手5名が全員敗北した。
メインイベント前に高田延彦がリングに上がり、次回大会PRIDE.23で引退試合を行うことを表明した。
元UFC世界ヘビー級王者ケビン・ランデルマンがPRIDEデビュー。

## 試合結果
第1試合 PRIDEルール 1R10分、2・3R5分
○  ケビン・ランデルマン vs.  小原道由 ×
3R終了 判定3-0
第2試合 PRIDEルール 1R10分、2・3R5分
○  ガイ・メッツァー vs.  山本憲尚 ×
3R終了 判定3-0
第3試合 PRIDEルール 1R10分、2・3R5分
○  アンデウソン・シウバ vs.  アレクサンダー大塚 ×
3R終了 判定3-0
第4試合 PRIDEルール 1R10分、2・3R5分
○  パウロ・フィリオ vs.  小路晃 ×
1R 2:48 腕ひしぎ十字固め
第5試合 PRIDEルール 1R10分、2・3R5分
○  ヒース・ヒーリング vs.  コーチキン・ユーリ ×
1R 7:31 TKO（レフェリーストップ：グラウンドの膝蹴り）
第6試合 PRIDEルール 1R10分、2・3R5分
○  マリオ・スペーヒー vs.  アンドレイ・コピィロフ ×
1R 6:02 TKO（ドクターストップ：上唇裂傷）
第7試合 PRIDEルール 1R10分、2・3R5分
○  クイントン・"ランペイジ"・ジャクソン vs.  イゴール・ボブチャンチン ×
1R 7:17 TKO（ギブアップ：脇腹の負傷）
第8試合 PRIDEルール 1R10分、2・3R5分
○  ハイアン・グレイシー vs.  大山峻護 ×
1R 1:37 TKO（レフェリーストップ：腕ひしぎ十字固め）